# Yếu tố lãnh thổ
Yếu tố lãnh thổ là các yếu tố quyết định các đặc trưng cơ bản của một lãnh thổ, như vị trí địa lí, tài nguyên tự nhiên, tình trạng môi trường, các cơ sở sản xuất và dịch vụ, các điểm dân cư, các ngành lao động, cơ sở cấu trúc hạ tầng, các quan hệ kinh tế, thị trường, lịch sử xã hội, vv. Xác định các yếu tố lãnh thổ để nghiên cứu vốn đầu tư cho việc xây dựng và phát triển kinh tế của lãnh thổ.